# Jomei
Jomei (jap. 舒明天皇, Jomei-tennō; * 17. April 593; † 17. November 641) war der 34. Tennō von Japan und herrschte von 629 bis 641.
Er war der Enkel des Bidatsu-tennō (敏達天皇), und zwar sowohl mütterlicher- als auch väterlicherseits, da seine Eltern – Prinz Oshisakahikohito-no-Ōe und Prinzessin Nukate-hime – Geschwister waren.
Die Reichschroniken überliefern, dass Jomei, nachdem er dreimal Steuererlasse gewährt hatte, unter undichten Schilfdächern litt, da die Einnahmen nicht für Reparaturen reichten. Er hatte seinen Kaiserpalast in Asuka-kyō in der Präfektur Nara, zog jedoch während seiner Regierungszeit häufig zwischen Palästen um: 
- 630: (Asuka) Okamoto-no-miya (鵤岡本宮)
- 636: Tanaka-no-miya
- 640: Umayasaka-no-miya
- 640: Kudara-no-miya (außerhalb Asukas im heutigen Kōryō).

Zusammen mit seiner Frau Takara no himemiko, welche eine Enkelin seines Vaters Oshisakahikohito-no-Ōe und damit seine Nichte war, hatte er drei Kinder: 
- Prinz Naka-no-Ōe (中大兄皇子), ab 661 Tenji-tennō (天智天皇)
- Prinz Ōama (大海人皇子), ab 672 Temmu-tennō (天武天皇)
- Prinzessin Hashihito, verheiratet mit Kōtoku-tennō (孝徳天皇)

Seine Frau folgte ihm nach seinem Tod 641 als Kōgyoku-tennō nach und sein Sohn Naka-no-Ōe war der Kronprinz.